# Rituale Satanum
Rituale Satanum (v překladu Satanský rituál) je debutní studiové album finské black metalové skupiny Behexen z roku 2000, které vyšlo u vydavatelství Sinister Figure.
Bylo vydáno i v reedici jako digipak.

## Seznam skladeb
1. "Intro - The Summoning" - 01:05
2. "Sota Valon Jumalaa Vastaan" - 03:33
3. "Night of the Blasphemy" - 04:46
4. "Christ Forever Die" - 05:31
5. "Towards the Father" - 03:55
6. "Saatanan Varjon Synkkyydessä" - 05:55
7. "Baphomet's Call" - 05:42
8. "The Flames of the Blasphemer" - 05:44
9. "Blessed Be the Darkness" - 04:21
10. "Rituale Satanum" - 04:02

## Sestava
- Hoath Torog - vokály
- Gargantum - kytara
- Lunatic - baskytara
- Horns - bicí